# 굿 걸스 고 투 파리
굿 걸스 고 투 파리(Good Girls Go To Paris)는 미국에서 제작된 알렉산더 홀 감독의 1939년 영화이다. 멜빈 더글라스 등이 주연으로 출연하였고 윌리암 펄버그 등이 제작에 참여하였다.

## 출연

### 주연
- 멜빈 더글라스
- 조안 블론델

### 조연
- 월터 코놀리
- 앨런 커티스
- 이사벨 진즈
- 스탠리 브라운
- 알렉산더 달시
- 헨리 헌터
- 클라렌스 콜브
- 하워드 C. 힉먼

## 제작진
- 원작자: 윌리엄 J. 코웬
- 원작자: 르노어 J. 커피
- 미술: 리오넬 뱅스
- 의상: 로버트 칼로크